# أندريا هنتر
أندريا هنتر هي لاعبة هوكي الجليد كندية، ولدت في 22 ديسمبر 1967 في بيتيربوروغ في كندا.